# شارون سكينر
شارون سكينر (بالإنجليزية: Sharon Skinner)‏ هي كاتِبة وشاعرة أمريكية، ولدت في 21 ديسمبر 1956 في بوفالو في الولايات المتحدة.